# Manuel da Costa Soares
Manuel da Costa Soares – timorski trener piłkarski.

## Kariera trenerska
W 2009 prowadził narodową reprezentację Timoru Wschodniego.